# Tomás Velasco
Tomás Velasco Palomo (Valverde del Majano, 21 de diciembre de 1914 - Madrid, julio de 1997) fue un esquiador de fondo español. Compitió en la prueba masculina de 18 kilómetros en los Juegos Olímpicos de Invierno de 1936.